# مسجد مرکزی کلن
مسجد مرکزی کلن (به ترکی استانبولی: Köln Merkezi Camii)، (به آلمانی: DITIB-Zentralmoschee Köln) مسجدی در کلن، متعلق به ترک‌های آلمان و زیرنظر اتحادیه امور مذهبی ترک-اسلامی و با شیوه معماری مدرن بنا شده‌است.